# David Barrufet
David Barrufet Bofill (Barcelona, 1970. június 4. –) spanyol kézilabdakapus, jelenleg az FC Barcelona játékosa, melynek egyben csapatkapitánya is.
Barrufet 8 évesen kezdett kézilabdázni a SAFA Horta nevű iskolában, ezután a Barcelona különféle korosztályos együtteseiben szerepelt. 1988-ban mutatkozhatott be a felnőttcsapatban, melynek azóta is tagja. Jelenleg a csapatkapitányi tisztséget is ő viseli.
2001-ben és 2002-ben ő lett a világ legjobb kapusa.